# Тисдейл, Кристофер Чарльз
Кристофер Чарльз Тисдейл (англ. Christopher Charles Teesdale, 1833—1893) — британский генерал-майор, участник Крымской войны

## Биография
Родился 1 июня 1833 года в Грейамстауне (Южная Африка), сын генерал-лейтенанта Генри Джорджа Тисдейла.
В 1848 году поступил в военную академию в Вулвиче и 18 июня 1851 года выпущен в артиллерию.
В 1854 году Тисдейл был назначен адъютантом полковника Уильяма Фенвика Уильямса, который был британским военным советником в Турции. Вместе с ним он оказался в Карсе, который осадили русские войска под командованием Н. Н. Муравьёва.
Во время общего штурма крепости русскими войсками лейтенант Тисдейл взял на себя командование на передовом форте Тахмас. При прорыве русской колонной генерала Майделя линии турецкой обороны он бросился в самую гущу врагов и заставил отступавших турецких артиллеристов вернуться к своим пушкам и отразить натиск, в этом бою он был ранен и попал в плен. За этот подвиг Тисдейл был награждён высшей военной наградой Великобритании — Крестом Виктории, а также получил орден Бани и французский орден Почётного легиона. После падения Карса Тисдейл около года находился в русском плену.
Во возвращении из плена Тисдейл до 1864 года продолжал исполнять адъютантские обязанности при генерале Уильямсе.
Впоследствии Тисдейл был адъютантом королевы Виктории, 22 апреля 1887 года произведён в генерал-майоры. 8 июня 1887 года, по случаю юбилея королевы, он стал кавалером ордена Святого Михаила и Святого Георгия.
Скончался 1 ноября 1893 года в Саут-Берстеде (Западный Суссекс, Англия).